# Sya Dembélé
Sya Dembélé, nota anche con lo pseudonimo di Syssy (Saint-Étienne, 1º settembre 2007), è una danzatrice francese che ha rappresentato la Francia ai Giochi della XXXIII Olimpiade nella gara femminile di break dance.

## Biografia

### Infanzia e istruzione
Sya Dembélé è nata il 1º settembre del 2007 a Saint-Étienne, città francese nella regione dell'Alvernia-Rodano-Alpi, ed è figlia di artisti professionisti del gruppo di danza africana Doni Doni. Suo padre era un griot quando viveva in Burkina Faso, mentre la madre era una coreografa.
La famiglia, molto appassionata di danza, ha trasmesso a Sya l'interesse nei confronti di questa disciplina. La Dembélé, infatti, ha iniziato a studiare danza sin da quando aveva otto anni. Sya ha due fratelli, Damani e Soso, entrambi con una carriera avviata nel mondo della break dance.

### Carriera sportiva
La Dembélé, utilizzando il suo nome d'arte Syssy, balla a livello internazionale sin dai nove anni d'età, crescendo all'interno del gruppo Melting Force. Il gruppo è stato fondato nel 1999 ed è composto da circa 15 membri che hanno dai 10 ai 40 anni.
Nel 2022, Sya ha partecipato alla prima competizione internazionale riconosciuta dalla World DanceSport Federation, gli Europei di Break Dance di Manchester, concludendo la competizione al 27° posto. A novembre dello stesso anno ha preso parte al Red Bull BC One di New York, la competizione internazionale di maggior prestigio al di fuori del circuito federale. Il dicembre successivo ha rappresentanto la Francia alla Battle of the Year di Okinawa, importante competizione internazionale nel mondo della break dance.
Il 7 maggio 2023, all'età di 16 anni, la Dembélé vince il bronzo agli Europei di break dance di Almería, in Spagna, qualificandosi per i Giochi europei del 2023 senza però riuscire a raggiungere il podio. A settembre, ai mondiali di break dance del 2023 tenutisi a Lovanio, la Dembélé ha vinto la medaglia di bronzo nella gara femminile.
A giugno 2024, al torneo di qualificazioni olimpiche di Budapest, Sya ha concluso la gara in quarta posizione, garantendosi un posto per la gara femminile di break dance dei Giochi Olimpici di Parigi 2024, dove ha poi concluso in settima posizione.

## Palmarès
| Anno | Manifestazione  | Evento | Sede       | Risultato | Fonte  |
| ---- | --------------- | ------ | ---------- | --------- | ------ |
| 2022 | Europei         | B-Girl | Manchester | 27°       | [ 9 ]  |
| 2023 | Mondiali        | B-Girl | Lovanio    | Bronzo    | [ 10 ] |
| 2023 | Europei         | B-Girl | Almería    | Bronzo    | [ 11 ] |
| 2024 | Giochi olimpici | B-Girl | Parigi     | 7°        | [ 12 ] |